# قائمة المدن التوأم والمدن الشقيقة في آسيا
هذه قائمة «المدن التوأم» أو «المدن الشقيقة» في قارة آسيا - يعني زوج من البلدات أو المدن في دول مختلفة لها ترتيبات توأمة مدن يتم تضمين تاريخ تشكيل اتفاقية التوأمة بين قوسين.

## أفغانستان
- كابول

 إسطنبول، تركيا
 قازان، روسيا
 أنقرة، تركيا (2003)
- غزنة

هايوارد (كاليفورنيا)
(2006)

## أرمينيا
- يريفان

 كامبريدج (ماساتشوستس)، الولايات المتحدة
دير الزور

## تيمور الشرقية
- أينارو

 ماديسون (مقاطعة دان)، الولايات المتحدة

## إيران
- طهران [8] [9] [10] [11] [12] [13] [14] [15] [16]

 سول
 لوس أنجلوس
 هافانا
 موسكو
 مينسك
 أنقرة
 تبليسي
 بودابست
 سراييفو
- أصفهان

 كوالالمبور، ماليزيا
- مشهد

 لاهور، باكستان[بحاجة لمصدر أفضل]
 كوالالمبور، ماليزيا (أكتوبر 2006)
- جزيرة كيش

 لانكاوي، ماليزيا

## العراق
- بغداد

 القاهرة، مصر
 بيونغيانغ، كوريا الشمالية
 طهران، إيران
 نيسابور، إيران
- البصرة

 باكو، أذربيجان
 نيسابور، إيران
 هيوستن، الولايات المتحدة الأمريكية
- دهوك

 غينزفيل، الولايات المتحدة الأمريكية
- كربلاء

 تبريز، إيران
 قم، إيران
 مشهد، إيران
 نيسابور، إيران
- النجف

 مشهد، إيران
 مينيابوليس، الولايات المتحدة الأمريكية
 نجف أباد (أصفهان)، إيران
- القائم[34]

 لاغونا نيغويل، الولايات المتحدة الأمريكية
- رانية[35]

 دولوث، الولايات المتحدة الأمريكية
- تلعفر[36]

 ميرام، تركيا

## كازاخستان
- نور سلطان

 ريغا، لاتيفا
 غدانسك، بولندا (1996)
 تبليسي، جورجيا (2005)
 مانيلا، الفلبين
 بكين، الصين

## الكويت
- مدينة الكويت

 مدينة مكسيكو، المكسيك

## نيبال
- كاتماندو

 بيونغيانغ، كوريا الشمالية

## كوريا الشمالية
- تشونغجين

 تشانغتشون، الصين
 مدينة جيلين، الصين
- هايجو

 غواراندا، الإكوادور
 أولان-أودي، روسيا
- هامهنغ

 شانغهاي، الصين
- كايسونغ

 كوسكو، بيرو
- نامبو
- وصلة=|حدود شياوتيمبان، المكسيك [49]
- وصلة=|حدود|16x16بك لوخا، الإكوادور [50]

 سانت بطرسبرغ، روسيا
- بيونغسونغ

 برنيك، بلغاريا
- بيونغيانغ

 الجزائر (مدينة)، الجزائر
 بغداد، العراق
 تشيانغ مي، تايلاند
 دبي، الإمارات العربية المتحدة
 جاكرتا، إندونيسيا
 كاتماندو، نيبال
 موسكو، روسيا
 تينجين، الصين
- ساريون

 لاهور، باكستان
 Rafael Lara Grajales (بلدية)، المكسيك
- سيشون

 كراغوييفاتس، صربيا
- سنشون

- ونسان

 مدينة بويبلا، المكسيك
 ساكايميناتو (توتوري)، اليابان
 فلاديفوستوك، روسيا

## سوريا
- دمشق

 إسطنبول، تركيا(2006/12/18)
 أنقرة، تركيا
 بوخارست، رومانيا
 بوينس آيرس، الأرجنتين
 دبي، الإمارات العربية المتحدة
 طليطلة، إسبانيا
 قرطبة، إسبانيا
 نور سلطان، كازاخستان
 يريفان، أرمينيا
- حلب[69][70][71]

 إزمير، تركيا
 بيروت، لبنان
 عثمان غازي، تركيا
 عنتاب، تركيا
 كلس، تركيا
 ليون، فرنسا
- حمص

 بيلو هوريزونتي، البرازيل
 قيصرية، تركيا
 يزد، إيران
- اللاذقية

 أفيون قره حصار، تركيا
 يالطا، أوكرانيا

## تايلاند
- بانكوك

 Washington, D.C., United States (1962, 2002)
 Beijing, China (1993)
 بودابست، Hungary (1997)
 بريزبان، Australia (1997)
 Moscow, Russia (1997)
 سانت بطرسبرغ، Russia (1997)
 مانيلا، Philippines (1997)
 جاكرتا، Indonesia (2002)
 هانوي، Vietnam (2004)
 فيينتيان، Laos (2004)
 نور سلطان (مدينة), Kazakhstan (2004)
 شاوزو، China (2005)
 فوكوكا (محافظة), Japan (2006)
 سول، South Korea (2006)
 غوانزو، China (2009)
 لوزان، Switzerland (2009)
 بوسان، South Korea (2011)
 تشونغتشينغ، China (2011)
 تيانجين، China (2012)
 أنقرة، Turkey (2012)
 جورج تاون (بينانق), Malaysia (2012)
 آيتشي (محافظة), Japan (2012)
 Shanghai, China (2012)
 بنوم بنه، Cambodia (2013)
 شاندونغ، China (−)
 ووهان، China (−)
 طهران، Iran (2012)
 مدينة هو تشي منه، Vietnam (2015)
 شنجن (الصين), China (2015)
 لشبونة، Portugal (2016)
 داليان (الصين), China (2016)
 بورتو، Portugal (2016)
 هوي (مدينة), Vietnam (2016)

## تركمانستان
- تركمان أباد

 إزمير، تركيا

## الإمارات العربية المتحدة
- أبوظبي

 بيت لحم، فلسطين
 مدريد، إسبانيا (2007)
 هيوستن، الولايات المتحدة (2002)
 بريزبان، أستراليا (2009)
 مينسك، بيلاروس
- دبي

 برشلونة، كتالونيا، إسبانيا (2006)
 بوسان، كوريا الجنوبية (2006)
 ديترويت، ميشيغان، الولايات المتحدة (2003)
 فرانكفورت، هسن، ألمانيا، كمدينة صديقة منذ 2005
 غولد كوست، كوينزلاند، أستراليا (2001)
 شانغهاي، الصين (2009)
 إسطنبول، تركيا (1997)
 بادنغ، إندونيسيا (2015)
 بيونغيانغ، كوريا الشمالية
 كوالالمبور، ماليزيا (2010)
 دندي، اسكتلندا، المملكة المتحدة (2004)
- الشارقة

 غرناطة، إسبانيا

## فيتنام
- هاي فونج

 دا نانغ، فيتنام
 سياتل، الولايات المتحدة (1998)
 تيانجين، الصين
 سانت بطرسبرغ، روسيا
 فلاديفوستوك، روسيا
- ها نوي

## اليمن
- صنعاء

 أنقرة، تركيا (2004)